# نبرد رهه
نبرد رهه (چینی ساده: 热河战役; چینی سنتی: 熱河戰役; پین‌یین: Rèhé zhànyì) که نبرد جهول نیز نامیده می‌شود دومین بخش عملیات «دفاع از دیوار بزرگ» بود که امپراتوری ژاپن با به اشغال درآوردن مغولستان داخلی و استان رهه از جمهوری چین (۱۹۴۲–۱۹۱۲) به پیروزی دست یافت و چانگ چولیانگ جنگ سالار ژاپنی آن را ضمیمه امپراتوری ژاپن کرد و کشور جدیدی به نام مانچوکوئو را تأسیس کرد. نبرد از ۲۱ فوریه تا اول مارس ۱۹۳۳ ادامه داشت.

## تاریخچه
پس از تأسیس مانچوکوئو، ارتش کانتوگون با انجام عملیاتی در سوم ژانویه ۱۹۳۳ و برای تأمین امنیت مرزهای جنوبی چین گذرگاه شانهای را در دیوار بزرگ چین تسخیر کرد. هدف بعدی استان رهه در ضلع شمالی دیوار بزرگ بود. ارتش ژاپن با اعلام اینکه به لحاظ تاریخی بخشی از منچوری است، ابتدا امید داشت تا این امر را به وسیله ژنرال تانگ یولین از ارتش مانچوکوئو پیش ببرد. وقتی این گزینه شکست خورد، گزینه نظامی در دستور کار قرار گرفت. برای اجرای این عملیات لشکر ۶ و ۸ ژاپن همراه با تیپهای مختلط ۱۴ و سی و سوم پیاده‌نظام، تیپ ۴ سواره نظام که همراه با تیپ ۹۲ خودروهای سنگین زرهی و اولین تانک ویژه بود شرکت داشتند.
رئیس ستاد ارتش ژاپن خواستار فرمان امپراتور هیروهیتو برای انجام «عملیات استراتژیک» علیه نیروهای چینی در رهه شد. امپراتور به امید اینکه آخرین عملیات ارتش در منطقه باشد و به پایان برسد و به موضوع منچو‌ها پایان دهد، تصویب کرد در حالی که صریحاً اظهار داشت که ارتش نباید از دیوار بزرگ چین عبور کند.

## نبرد رهه
در ۲۳ فوریه ۱۹۳۳، حمله آغاز شد. در ۲۵ فوریه چاویانگ و کایلو تسخیر شد. در ۲ مارس، تیپ ۴ سواره نظام ژاپنی با مقاومت نیروهای سان دیان یینگ روبرو شد و پس از روزها نبرد عاقبت چیفنگ سقوط کرد. نیروهای سان دیان یینگ در همان روز دست به ضدحمله علیه لشکر ۶ ژاپن زده و به نزدیکی مقر سرفرماندهی ژاپن نفوذ کردند. عاقبت در ۴ مارس ۱۹۳۳سواره نظام ژاپنی با شرکت تانک ویژه و تانک‌های نوع ۸۹. چنگده، مرکز استان رهه را تسخیر کرد.

## پیامد
متعاقباً رهه ضمیمه مانچوکوئو شد. ژنرال جنگ سالار چانگ چولیانگ از جانب کانتوگون واحد ارتش سلطنتی ژاپن مجبور شد به دلیل پزشکی از پست خود کناره‌گیری کند. ارتش ژاپن نقاط استراتژیکی را تصاحب کرد و پس از آن در مذاکره یک توافق‌نامه آتش‌بس (آتش‌بس تانگو) به امضا رسید و به موجب آن یک منطقه غیرنظامی یا حائل بین دیوار بزرگ و پکن تعیین شد و قوای ژاپنی به پشت دیوار بزرگ چین بازگشتند، هرچند اثبات شد که این آتش‌بس موقتی است چرا که در ۱۹۳۷ جنگ دوم چین و ژاپن به جدیت و به‌طور تمام عیار آغاز شد.